# Anadenobolus grenadensis
Anadenobolus grenadensis är en mångfotingart som först beskrevs av Pocock 1894.  Anadenobolus grenadensis ingår i släktet Anadenobolus och familjen Rhinocricidae. Inga underarter finns listade i Catalogue of Life.